# Armand Barthet

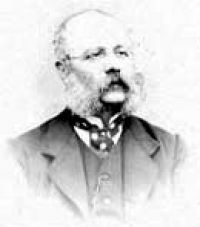
Armand Barthet

Armand Barthet (* 15. April 1820 in Besançon; † 14. Februar 1874 in Paris) war ein französischer Schriftsteller.

## Leben
Armand Barthet lebte ab 1838 in Paris, wo er für die Zeitschriften L'impartial de Besançon, L'artiste und Grand salon schrieb. Er war Sekretär von Arsène Houssaye. Barthet verfasste Dramen, Prosa und Lyrik. Er starb in Paris, seit längerer Zeit in Irrsinn verfallen, Ende Februar 1874.
Am bekanntesten, weil für die berühmte Elisa Rachel geschrieben, wurde sein dramatisches Werk
- Le moineau de Lesbie (in Versen, 1849), welche mit
- Le chemin de Corinthe und
- L'heure du berger in dem Band
- Théâtre complet 1861 in neuer Ausgabe erschien.

Dieser Artikel basiert auf einem gemeinfreien Text aus Meyers Konversations-Lexikon, 4. Auflage von 1888 bis 1890.
| Personendaten    | Personendaten                |
| ---------------- | ---------------------------- |
| NAME             | Barthet, Armand              |
| ALTERNATIVNAMEN  | Favola, X. (Pseudonym)       |
| KURZBESCHREIBUNG | französischer Schriftsteller |
| GEBURTSDATUM     | 15. April 1820               |
| GEBURTSORT       | Besançon                     |
| STERBEDATUM      | 14. Februar 1874             |
| STERBEORT        | Paris                        |